# Costa do Marfim nos Jogos Paralímpicos de Verão de 2012
A Costa do Marfim participou dos Jogos Paralímpicos de Verão de 2012, que aconteceram na cidade de Londres, na Grã-Bretanha.

## Desempenho

### Levantamento de peso
Masculino
| Atletas           | Evento | Resultado | Posição |
| ----------------- | ------ | --------- | ------- |
| Alidou Diamoutene | -52 kg | 160,0     | 5º      |

Feminino
| Atletas                       | Evento   | Resultado | Posição |
| ----------------------------- | -------- | --------- | ------- |
| Carine Cynthia Amandine Tchei | -67.5 kg | NM        | NM      |